# Jérémy Le Douaron
Jérémy Le Douaron, né le 21 avril 1998 à Ploufragan en France, est un footballeur français qui joue au poste d'attaquant au Palerme FC.

## Biographie

### Formation à l'EA Guingamp  et au Stade briochin
Natif de Ploufragan, dans les Côtes-d'Armor, en France, Jérémy Le Douaron est formé par l'EA Guingamp. Alors qu'il sort d'une saison réussie avec les U17 du club, il n'est pas conservé et rejoint le Stade briochin.

### Découverte de la Ligue 1 avec le Stade brestois 29
Le 12 juin 2020, le transfert de Jérémy Le Douaron au Stade brestois 29 est annoncé. Il signe un contrat d'une saison, plus deux en option, en provenance du Stade briochin.
Le 23 août 2020, il joue son premier match avec le Stade brestois 29 lors de la 1re journée de la saison 2020-2021 de Ligue 1 face au Nîmes Olympique, faisant donc sa première apparition dans l'élite du football français. Il est titulaire ce jour-là au poste d'ailier gauche et son équipe s'incline lourdement sur le score de quatre buts à zéro. 
Le 3 février 2021, il inscrit son premier but en Ligue 1 face au RC Strasbourg. Il entre en jeu à la place de Franck Honorat et son but, inscrit dans le temps additionnel de la seconde période, permet à son équipe de remporter le point du match nul au stade de la Meinau (2-2).
Le 28 novembre 2021, il réalise son premier doublé en Ligue 1 face aux FC Girondins de Bordeaux. Ses deux buts permettent à son équipe de s'imposer ce jour-là sur le score de deux buts à un.
Le 27 octobre 2022, Jérémy Le Douaron prolonge son contrat avec le Stade brestois 29 jusqu'en juin 2026,,.
Le 17 novembre 2023, le Stade brestois 29 annonce l'extension de son contrat d'une année supplémentaire, soit jusqu'en juin 2027,,.

### Départ à l'étranger sous les couleurs du Palerme FC
Le 30 août 2024, Jérémy Le Douaron s'engage avec le Palerme FC, en Serie B,,. Il paraphe un contrat de cinq ans, soit jusqu'en juin 2029. Le montant du transfert est estimé à 4 millions d'euros.
Il marque son premier but pour Palerme le 21 décembre 2024 contre l'US Sassuolo, en championnat. Titulaire, il marque le but égalisateur de la tête mais son équipe est tout de même battue (2-1 score final).

## Statistiques
| Saison                | Club                  | Championnat           | Championnat | Championnat | Coupe(s) nationale(s) | Coupe(s) nationale(s) | Compétition(s) continentale(s) | Compétition(s) continentale(s) | Compétition(s) continentale(s) | Total | Total |
| Saison                | Club                  | Division              | M.          | B.          | M.                    | B.                    | Comp.                          | M.                             | B.                             | M.    | B.    |
| 2017-2018             | Stade briochin        | National 2            | 2           | 1           | -                     | -                     | -                              | -                              | -                              | 2     | 1     |
| 2018-2019             | Stade briochin        | National 2            | 27          | 7           | 1                     | 1                     | -                              | -                              | -                              | 28    | 8     |
| 2019-2020             | Stade briochin        | National 2            | 17          | 8           | 4                     | 1                     | -                              | -                              | -                              | 21    | 9     |
| Sous-total            | Sous-total            | Sous-total            | 46          | 16          | 5                     | 2                     | -                              | -                              | -                              | 51    | 18    |
| 2020-2021             | Stade brestois 29     | Ligue 1               | 28          | 1           | 2                     | 1                     | -                              | -                              | -                              | 30    | 2     |
| 2021-2022             | Stade brestois 29     | Ligue 1               | 32          | 5           | 3                     | 1                     | -                              | -                              | -                              | 35    | 6     |
| 2022-2023             | Stade brestois 29     | Ligue 1               | 32          | 10          | 2                     | 0                     | -                              | -                              | -                              | 34    | 10    |
| 2023-2024             | Stade brestois 29     | Ligue 1               | 33          | 4           | 2                     | 0                     | -                              | -                              | -                              | 35    | 4     |
| 2024-2025             | Stade brestois 29     | Ligue 1               | 2           | 0           | -                     | -                     | C1                             | -                              | -                              | 2     | 0     |
| Sous-total            | Sous-total            | Sous-total            | 127         | 20          | 9                     | 2                     | -                              | -                              | -                              | 136   | 22    |
| 2024-2025             | US Palerme            | Serie B               | -           | -           | -                     | -                     | -                              | -                              | -                              | 0     | 0     |
| Total sur la carrière | Total sur la carrière | Total sur la carrière | 173         | 36          | 14                    | 4                     | -                              | -                              | -                              | 187   | 40    |